# Paranocarodes chopardi
Paranocarodes chopardi is een rechtvleugelig insect uit de familie Pamphagidae. De wetenschappelijke naam van deze soort is voor het eerst geldig gepubliceerd in 1965 door Peshev.